# Ierland op de Olympische Zomerspelen 1948
Ierland nam deel aan de Olympische Zomerspelen 1948 in Londen, Engeland. Door een onenigheid tussen rivaliserende Ierse atletiekbonden, konden veel Ierse atleten niet meedoen aan de atletiekonderdelen. Voor het eerst sinds 1924 werden geen medailles gewonnen.

## Deelnemers en resultaten

### Atletiek
| Olympiër                                               | Discipline         | Resultaat | Prestatie                                                                    |
| ------------------------------------------------------ | ------------------ | --------- | ---------------------------------------------------------------------------- |
| Jimmy Reardon                                          | 400m (m)           | 8e        | serie 1: 1ste in 48,4 kwartfinale 4: 2de in 48,3 halve finale 1: 5de in 47,8 |
| John Joe Barry                                         | 1500m (m)          | 24e       | serie 1: 8ste in 4.00,5                                                      |
| John Joe Barry                                         | 5000m (m)          | DNF       | serie 1: niet gefinisht                                                      |
| Paddy Fahey                                            | 10000m (m)         | DNF       | niet gefinisht                                                               |
| Charles Denroche Paul Dolan Reggie Myles Jimmy Reardon | 4x400m (m)         | 8e        | serie 1: gediskwalificeerd                                                   |
| Paddy Mulvihill                                        | marathon (m)       | 26e       | 2:57.35                                                                      |
| David Guiney                                           | kogelstoten (m)    | 16e       | kwalificatie: 16de met 14,01m                                                |
| Cummin Clancy                                          | discuswerpen (m)   | 22e       | kwalificatie: 22ste met 40,73m                                               |
| Dan Coyle                                              | kogelslingeren (m) | 19e       | kwalificatie: 19de met 47,11m                                                |

### Basketbal
| Olympiër | Discipline | Resultaat | Prestatie |
| --- | ---------- | --------- | --- |
| Harry Boland Vincie Crehan John Flynn William Jackson Thomas Keenan James R. McGee Gerald McLoughlin Thomas Malone Frank B. O'Connor Donald O'Donovan Daniel Reddin Donald Sheriff Patrick Sheriff Christy Walsh Liam Doherty | mannen     | 23e       | groep D: 5de V van Mexico: 9-71 V van Iran: 22-49 V van Cuba: 25-88 V van Frankrijk: 14-73 17-23ste plek: V van Groot-Brittannië: 21-46 21-23ste plek: V van Zwitserland: 12-55 |

| Groep D |           |             |             |             |            |            |            |        |
| №       | Land      | Wedstrijden | Wedstrijden | Wedstrijden | Doelpunten | Doelpunten | Doelpunten | Punten |
| №       | Land      | G           | W           | V           | V          | T          | Saldo      | Punten |
| 1       | Mexico    | 4           | 4           | 0           | 234        | 109        | +125       | 8      |
| 2       | Frankrijk | 4           | 3           | 1           | 214        | 131        | +83        | 7      |
| 3       | Cuba      | 4           | 2           | 2           | 213        | 131        | +82        | 6      |
| 4       | Iran      | 4           | 1           | 3           | 136        | 215        | −79        | 5      |
| 5       | Ierland   | 4           | 0           | 4           | 70         | 281        | −211       | 4'     |

| Ronde         | Plaats           | Land  | Score   | Land |
| ------------- | ---------------- | ----- | ------- | ---- |
| Groepsfase    |                  |       |         |      |
| Londen        | Mexico           | 71-9  | Ierland |      |
| Londen        | Iran             | 49-22 | Ierland |      |
| Londen        | Cuba             | 88-25 | Ierland |      |
| Londen        | Frankrijk        | 73-14 | Ierland |      |
| 17-23ste plek |                  |       |         |      |
| Londen        | Groot-Brittannië | 46-21 | Ierland |      |
| 21-23ste plek |                  |       |         |      |
| Londen        | Zwitserland      | 55-12 | Ierland |      |

### Boksen
| Olympiër        | Discipline | Resultaat | Prestatie |
| --------------- | ---------- | --------- | --- |
| William Barnes  | -51kg (m)  | 9e        | 1ste ronde: vrij 2de ronde: V van TCH Majdloch: punten |
| Willie Lenihan  | -54kg (m)  | 5e        | 1ste ronde: W van LUX Behm: punten 2de ronde: W van FIN Ouvinen: punten kwartfinale: V van ITA Zuddas: scheidsrechterlijke beslissing                                                              |
| Kevin Martin    | -58kg (m)  | 9e        | 1ste ronde: W van NED Linneman: punten 2de ronde: V van ITA Formenti: punten |
| Maxie McCullagh | -62kg (m)  | 5e        | 1ste ronde: W van FIN Rinkinen: punten 2de ronde: W van GBR Cooper: punten kwartfinale: V van DEN Wad: punten                                                                                      |
| Peter Foran     | -67kg (m)  | 9e        | 1ste ronde: W van EGY Afifi: punten 2de ronde: V van USA Herring: punten |
| Mick McKeon     | -73kg (m)  | 4e        | 1ste ronde: W van CAN Keenan: punten 2de ronde: W van IRI Tousi: punten kwartfinale: W van FRA Escudie: punten halve finale: V van GBR Wright: punten bronzen finale: V van ITA Fontana: walk-over |
| Hugh O'Hagan    | -80kg (m)  | 5e        | 1ste ronde: vrij 2de ronde: W van SUI Schwarzmann: punten kwartfinale: V van AUS Holmes: punten |
| Gerry Ó Colmáin | +80kg (m)  | 9e        | 1ste ronde: vrij 2de ronde: V van ITA Baccilieri: punten |

### Paardensport
| Olympiër                        | Discipline     | Resultaat      | Prestatie         |
| Springconcours                  | Springconcours | Springconcours | Springconcours    |
| ------------------------------- | -------------- | -------------- | ----------------- |
| Fred Ahern                      | individueel    | 17e            | 25,5 strafpunten  |
| Dan Corry                       | individueel    | 14e            | 21,25 strafpunten |
| Jack Lewis                      | individueel    | DNF            | niet gefinisht    |
| Fred Ahern Dan Corry Jack Lewis | team           | DNF            | niet gefinisht    |

### Roeien
| Olympiër | Discipline | Resultaat | Prestatie                                          |
| --- | ---------- | --------- | -------------------------------------------------- |
| Paddy Dooley Robin Tamplin Paddy Harold Barry McDonnell Danny Taylor Joe Hanly Morgan McElligott Tom Dowdall Denis Sugrue | acht (m)   | 11e       | serie 3: 3de in 6.30,6 herkansingen: 2de in 6.32,5 |

### Schermen
| Olympiër                                          | Discipline      | Resultaat | Prestatie                                    |
| ------------------------------------------------- | --------------- | --------- | -------------------------------------------- |
| Tom Smith                                         | floret (m)      | 6e        | 1ste ronde groep 1: 8ste met 0 overwinningen |
| Nick Thuillier                                    | floret (m)      | 53e       | 1ste ronde groep 4: 7de met 1 overwinning    |
| Owen Tuohy                                        | floret (m)      | 60e       | 1ste ronde groep 5: 8ste met 0 overwinningen |
| Owen Tuohy Patrick Duffy Tom Smith Nick Thuillier | floret team (m) | 13e       | 1ste ronde groep 1: 3de met 0 overwinningen  |
|                                                   |                 |           |                                              |
| Dorothy Dermody                                   | floret (v)      | 36e       | 1ste ronde groep 1: 7de met 0 overwinningen  |

### Schoonspringen
| Olympiër    | Discipline   | Resultaat | Prestatie      |
| ----------- | ------------ | --------- | -------------- |
| Eddie Heron | 3m plank (m) | DNF       | niet gefinisht |

### Voetbal
| Olympiër | Discipline | Resultaat | Prestatie                       |
| --- | ---------- | --------- | ------------------------------- |
| Brendan O'Kelly Desmond Cleary Denis Lawler Emmet McLoughlin Frank Glennon Paddy Kavanagh Peter McDonald Bobby Smith Billy Richardson Bill Barry William O'Grady | mannen     | 17e       | voorronde: V van Nederland: 1-3 |

### Zeilen
| Olympiër                                                      | Discipline        | Resultaat | Prestatie                          |
| ------------------------------------------------------------- | ----------------- | --------- | ---------------------------------- |
| Arthur James Mooney                                           | 1-mans firefly    | 16e       | 2342 punten: (4-8-14-15-13-18-DNF) |
| Alfred Fred Joseph Delany R. Allen E. Macnally David Sullivan | stormvogel klasse | 16e       | 1500 punten: (DNF-12-8-13-5-11-14) |

Afghanistan · Argentinië · Australië · België · Bermuda · Birma · Brazilië · Brits-Guiana · Canada · Ceylon · Chili · Colombia · Cuba · Denemarken · Egypte · Filipijnen · Finland · Frankrijk · Griekenland · Groot-Brittannië · Hongarije · Ierland · IJsland · India · Irak · Iran · Italië · Jamaica · Joegoslavië · Libanon · Liechtenstein · Luxemburg · Malta · Mexico · Monaco · Nederland · Nieuw-Zeeland · Noorwegen · Oostenrijk · Pakistan · Panama · Peru · Polen · Portugal · Puerto Rico · Republiek China · Singapore · Spanje · Syrië · Trinidad en Tobago · Tsjecho-Slowakije · Turkije · Uruguay · Venezuela · Verenigde Staten · Zuid-Afrika · Zuid-Korea · Zweden · Zwitserland